# Mastersiella digitata
Mastersiella digitata är en gräsväxtart som först beskrevs av Carl Peter Thunberg, och fick sitt nu gällande namn av Gilg-ben. Mastersiella digitata ingår i släktet Mastersiella och familjen Restionaceae. Inga underarter finns listade i Catalogue of Life.